# Crocidura sicula
Crocidura sicula är en däggdjursart som beskrevs av Miller 1900. Crocidura sicula ingår i släktet Crocidura och familjen näbbmöss. IUCN kategoriserar arten globalt som livskraftig.
Denna näbbmus förekommer endemisk på Sicilien. Den lever i låglandet och i bergstrakter upp till 1000 meter över havet. Kvarlevor som hittades i Malta tillhör kanske denna art men den är inga levande individer kända. Crocidura sicula hittas ofta nära människans samhällen i trädgårdar, på annan odlingsmark eller på betesmarker.

## Underarter
Arten delas in i följande underarter:
- C. s. aegatensis
- C. s. calypso
- C. s. esuae
- C. s. sicula

## Bildgalleri

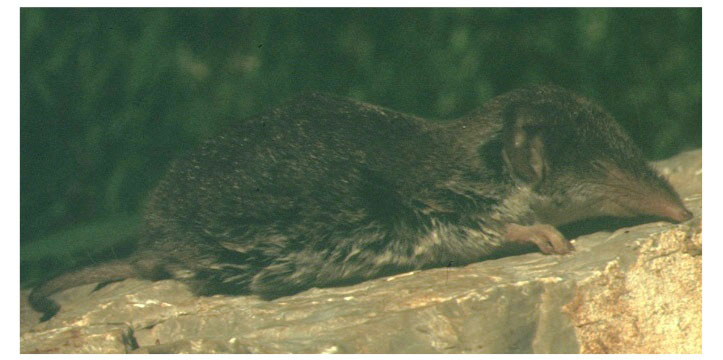